# 竹內街道

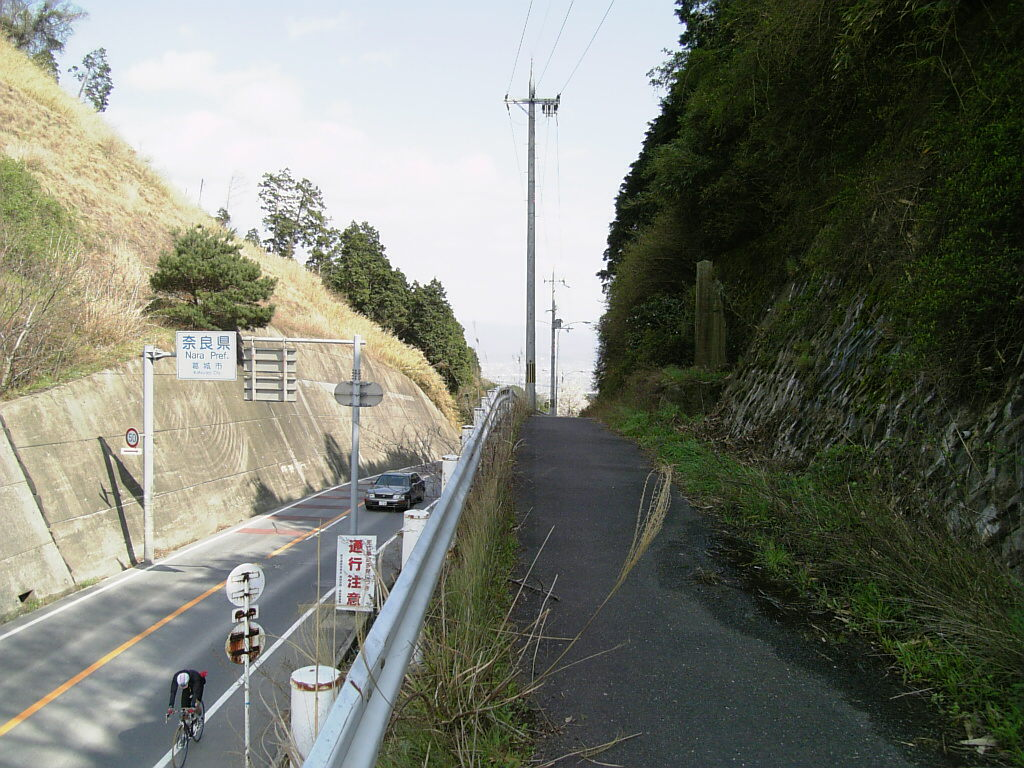
竹內峠（大阪府・奈良縣境）左側是國道166號、右側是舊街道

竹內街道（たけのうちかいどう）是大阪府堺市往東，越過二上山南麓・竹內峠，至奈良縣葛城市的長尾神社付近的街道。全長約26km。羽曳野市白鳥交差點至葛城市竹內付近的區間被指定為國道166號。

## 概要
通過二上山南麓，連結大和國和河內國的古代幹線道路之一，是日本最古的國道。街道沿線有應神天皇陵、仁德天皇陵、推古天皇陵等古墳，被認為是負擔物資輸送、文化傳達的重要幹線道路。也被認為是連結古市古墳群和百舌鳥古墳群的道路。竹內街道之名源自通過奈良縣葛城市竹內集落、越過竹內峠而來。

## 歷史
竹內街道根據『日本書紀』推古天皇21年（613年）條記載「設置難波（大阪）至京（飛鳥）的大道」，是日本最古的「官道」。現在的竹內街道大部分和推古天皇時代的官道重疊。東側連結由東西橫切奈良盆地南部的官道横大路。 過去稱作丹比道。根據天武天皇元年7月1日（672年7月30日）條記載，壬申之亂也使用此街道。
飛鳥時代，佛教或中國、朝鮮的文化通過竹內街道傳入大和，影響飛鳥文化的發展。中世，作為伊勢街道之一部存續，因伊勢參拜、大峰詣、當麻詣等而繁榮。現在部分區間指定為國道166號。

## 經由地

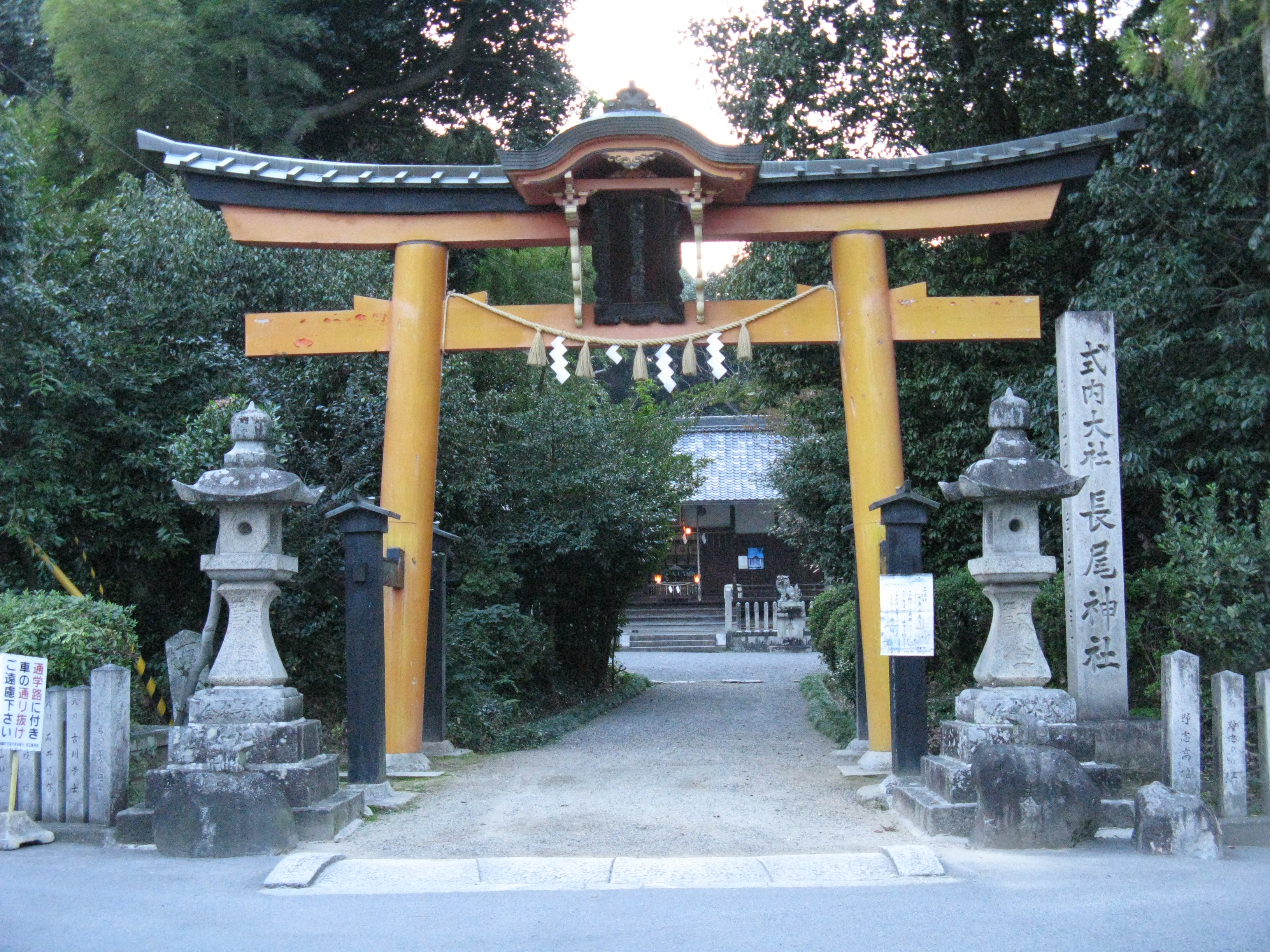
長尾神社

（西往東）
堺市
松原市
羽曳野市
南河內郡太子町
葛城市

## 脚注
1. 1 2 3 4 5  浅井建爾 2001.

## 關連項目
- 難波大道
- 長尾街道